# Castelo Schladming
O Castelo Schladming, na Áustria, é um antigo alojamento de caça e residência do Ramo de Saxe-Coburgo e Bragança e é um edifício listado. Hoje é a prefeitura da cidade.

## História
Em 1884, o príncipe Luís Augusto de Saxe-Coburgo-Gota, genro viúvo do imperador brasileiro Pedro II, encomendou ao arquiteto da corte de Coburg Georg Konrad Rothbart a construção de um pavilhão de caça em Schladming. Após a queda da monarquia brasileira em 1889, o castelo tornou-se a residência preferida do filho de Luis Augusto, Augusto Leopoldo de Saxe-Coburg e sua esposa Carolina da Áustria-Toscana. Em 1917, Schladming tornou-se a residência principal da família. Em 1940, a cidade de Schladming comprou o castelo e o transformou na prefeitura. Em 21 de setembro de 2022, uma placa comemorativa da história brasileira do edifício foi inaugurada em frente à atual prefeitura.

## Descrição
O edifício de três andares sem pátio, com um alpendre de torre sul, os alpendres centrais norte risalit e poligonal alinhados correspondem aos desejos contemporâneos. A fachada parcialmente coberta de telhas com suas janelas e paredes cegas, ameias rebocadas e também clarabóias coloridas era muito solta e arbitrariamente baseada nas formas de construção de casas e palácios ingleses dos séculos 16 a 17. Os telhados, por outro lado, eram bastante modelados em exemplos franceses.

### Design de interiores
A decoração interior foi projetada pelo pintor Otto Recknagel. A sala de caça no andar térreo ainda está em seu estado original e é mobiliada com pinturas do artista. No segundo andar da escadaria há um relevo que representa a coroa imperial brasileira. Em 2020, a biblioteca no terceiro andar da torre foi coberta e tornada acessível novamente.

## Pedra Memorial para a Princesa Maria Carolina
Uma Stolperstein foi colocada em frente à prefeitura em 15 de novembro de 2021, em memória da princesa Maria Carolina de Saxe-Coburgo e Bragança. A bisneta do Imperador Pedro II era física e mentalmente deficiente e tinha passado sua vida aqui no Castelo de Schladming, de onde foi levada para o campo de concentração no Castelo de Hartheim, na Áustria. A princesa e os demais pacientes foram executados em câmaras de gás, vítimas do Aktion T4, programa de eugenia e eutanásia obrigatória da Alemanha nazista.